# Řád reakce
Řád reakce je číslo, které určuje, jakým způsobem závisí rychlost na koncentraci. Určujeme řády dílčí vždy vůči jen některým reaktantům a řád celkový, který je součtem všech dílčích řádů vůči jednotlivým reaktantům.

## Integrace rychlostní rovnice
Mějme obecnou reakci 
{\displaystyle \mathrm {A} \rightarrow \mathrm {P} }
kde A jsou reaktanty a P jsou produkty.
Její rychlostní rovnice je
{\displaystyle -{\frac {\mathrm {d} A}{\mathrm {d} t}}=k\cdot c_{A}^{n}}
kde diferenciální člen vyjadřuje rychlost reakce jako velikost změny koncentrace reaktantů, k je rychlostní konstanta, cA je koncentrace reaktantů a n je řád reakce.
Integrací této rovnice za daných počátečních podmínek vznikne funkce okamžité koncentrace na čase. 
{\displaystyle {\text{Počáteční podmínky:  }}t=0,c_{A}=c_{A_{0}}}
{\displaystyle \int {\frac {1}{c_{A}^{n}}}\mathrm {d} c_{A}=-k\int \mathrm {d} t}
{\displaystyle {\frac {c_{A}^{-n+1}}{-n+1}}=-kt+K_{int}}
Po dosazení počátečních podmínek:
{\displaystyle K_{int}={\frac {c_{A_{0}}^{1-n}}{1-n}}}
{\displaystyle c_{A}=c_{A_{0}}^{1-n}-kt(1-n)}
To se může hodit při určování řádu reakce z experimentálních dat.

## Určování řádu reakce
Na určování řádu reakce lze jít několika způsoby.

### Integrální metoda
Tato metoda je založená na porovnávání integrované rychlostní rovnice s experimentálními daty: po dosazení původní a okamžité koncentrace se spočítají ostatní parametry a metodou pokus-omyl se zkouší, která funkce – který řád – na reakci nejlépe sedí. Za účelem zjednodušení se integrované rychlostní rovnice linearizují.

### Metoda poločasů
Pro tuto metodu je nejprve nezbytné odvodit závislost poločasu reakce na jejím řádu. 
{\displaystyle c_{A}=c_{A_{0}}^{1-n}-kt(1-n)}
Za uplynutí poločasu se počáteční koncentrace zmenší na polovinu.
{\displaystyle \left({\frac {c_{A_{0}}}{2}}\right)^{1-n}=c_{A_{0}}^{1-n}-k\tau (1-n)}
{\displaystyle c_{A_{0}}^{1-n}\cdot {\frac {1}{2^{1-n}}}-c_{A_{0}}^{1-n}=(n-1)\cdot k\tau }
{\displaystyle c_{A_{0}}^{1-n}\cdot {\frac {2^{n-1}-1}{(n-1)\cdot k}}=\tau }
Dále je třeba znát dva poločasy při různých počátečních koncentracích. Dosazením těchto dat do obecné závislosti (viz výše) vzniknou dvě rovnice o dvou neznámých.
{\displaystyle c_{1A_{0}}^{1-n}\cdot {\frac {2^{n-1}-1}{(n-1)\cdot k}}=\tau _{1}}
{\displaystyle c_{2A_{0}}^{1-n}\cdot {\frac {2^{n-1}-1}{(n-1)\cdot k}}=\tau _{2}}
Neznámá k se odstraní podělením těchto dvou rovnic, zlogaritmováním pak vyjde vztah pro n. 
{\displaystyle {\frac {\tau _{1}}{\tau _{2}}}=\left({\frac {c_{1A_{0}}}{c_{2A_{0}}}}\right)^{1-n}}
{\displaystyle 1-{\frac {\mathrm {ln} {\frac {\tau _{1}}{\tau _{2}}}}{\mathrm {ln} {\frac {c_{1A_{0}}}{c_{2A_{0}}}}}}=n}
Výhodou této metody je, že pomocí ní lze ohodnotit i reakce s neceločíselným řádem.